# Nanarchaea bryophila
Espèce
Synonymes
- Pararchaea bryophila Hickman, 1969

Nanarchaea bryophila est une espèce d'araignées aranéomorphes de la famille des Malkaridae.

## Distribution
Cette espèce est endémique d'Australie. Elle se rencontre en Tasmanie, au Victoria et en Nouvelle-Galles du Sud.

## Description
Le mâle holotype mesure 1,46 mm et la femelle paratype 1,72 mm.

## Publication originale
- Hickman, 1969 : New species of Toxopidae and Archaeidae (Araneida). Papers and Proceedings of the Royal Society of Tasmania, vol. 103, p. 1-11 (texte intégral).